# Конти (Монецький повіт)
Конти (пол. Kąty) — село в Польщі, у гміні Ясьонувка Монецького повіту Підляського воєводства.
Населення — 96 осіб (2011).
У 1975-1998 роках село належало до Білостоцького воєводства.

## Демографія
Демографічна структура станом на 31 березня 2011 року:
|          | Загалом | Допрацездатний вік | Працездатний вік | Постпрацездатний вік |
| -------- | ------- | ------------------ | ---------------- | -------------------- |
| Чоловіки | 55      | 9                  | 38               | 8                    |
| Жінки    | 41      | 6                  | 20               | 15                   |
| Разом    | 96      | 15                 | 58               | 23                   |